# موشک کروتال
موشک کروتال یا ای دی آی آر موشک کوتاه برد و موشک زمین به هوا است که قابلیت استفاده در همه نوع شرایط آب و هوایی را دارد و برای رهگیری موشک ضد کشتی ارتفاع پائین و هواپیما‌ها استفاده می‌شود.
توسعه
این سیستم در ابتدا معروف به Crotale R440 بود و توسط شرکت Thomson-Houston جهت استفاده در آفریقای جنوبی طراحی شد اما بعدها توجه ارتش فرانسه به این سیستم جلب شد و در دو گونهٔ زمینی و دریایی مورد استفاده قرارگرفت.
بخش کنترل آتش سیستم از حسگرهای اصلی شناور، سیستم آتش برجک و سیستمی هماهنگ‌کننده تشکیل شده‌است. برجک سیستم تعداد ۸ موشک را در محفظه‌هایی ضدآب نگهداری می‌کند و مخزن سیستم که در پشت برجک قرار دارد دارای تعداد ۱۸ موشک می‌باشد.
نخستین مدل زمینی این سیستم دارای تعداد چهار لانچر بود. جهت افزایش قدرت تحرک و جابه‌جایی، سیستم بر روی شاسی تانک AMX-30 سوارشد. بعدها تعداد لانچرها به شش عدد تغییر یافت. در ارتش فنلاند سیستم بر روی خودروی Sisu Pasi نصب‌شده و دارای تعداد هشت لانچر است.
سیستم Crotale روی تعداد زیادی از شناورها نصب‌شده‌است به‌طور مثال در ناوهای محافظ کلاس La Fayette این سیستم با هشت مقر شلیک و در کنار آشیانهٔ بالگرد نصب‌شده‌است.
Crotale NG
تولید نوع ارتقایافتهٔ این سیستم در سال ۱۹۹۰ آغازشد. این سیستم از موشک‌های جدید VT-1 استفاده‌می‌کند. ویژگی‌های این موشک‌ها عبارت‌انداز: سرعت ۳٫۵ ماخ، برد ۱۱ کیلومتر، سرجنگی ۱۳ کیلوگرم و حداکثر ارتفاع حرکت ۶۰۰۰+ متر. این سیستم دارای رادار داپلر باند Sبا برد ۲۰ کیلومتر، رادار رهگیر باندKu با برد ۳۰ کیلومتر، دوربین گرمایی با برد ۱۹ کیلومتر، دوربین CCD با برد ۱۹ کیلومتر و سیستم رهگیر لیزری است.
Multi-Shield 100
در سال ۲۰۰۷ نوع جدیدی از این سیستم Crotale NG مجهز به سیستم راداری Shikra در یک نمایشگاه رونمایی شد. این سیستم مجهز به موشک‌های Crotale Mk3 VT-1 و رادار Shikra با برد کشف ۱۵۰ کیلومتر بود. همچنین برد موشک‌ها VT-1 در این سیستم به ۱۵ کیلومتر افزایش‌یافته‌بود.
فناوری
بخش موشکی سیستم Crotale از سه قسمت تشکیل شده‌است: یک خودرو جهت جابه‌جایی، یک سیستم شلیک موشک و یک رادار رهگیری که بین دو مقر شلیک قرارمی‌گیرد؛ و اما بخش دوم یک بخش نظارت راداری است که روی یک خودرو نصب‌شده‌است. خودروی راداری دوم قابلیت اتصال شبکه‌ای به چند خودروی لانچر را داراست تا کارایی و دقت ضدهوایی سیستم افزایش یابد. در گونهٔ Crotale NG هر دو بخش شلیک‌کننده و رادار نظارتی روی یک خودرو نصب‌شده‌است.
پیشران موشک از سوخت جامد استفاده‌می‌کند و سرعت موشک را در عرض دو ثانیه به سرعت ۲٫۳ ماخ می‌رساند. موشک سپس طبق اطلاعات راداری مسیر حرکت خود را تعیین می‌کند و طبق این اطلاعات به سمت هدف حرکت می‌کند، زمانی که موشک به هدف نزدیک شد فیوز لیزری آن فاصلهٔ مناسب را تشخیص داده و موشک منفجر می‌شود.
بخش نظارت راداری و کنترل راداری سیستم دارای برد ۲۰ کیلومتر می‌باشد همچنین برد سیستم هدایت تلویزیونی ۱۵ کیلومتر می‌باشد. سیستم هدایت تلویزیونی به صورت منظم از دو دوربین لیزری و عادی استفاده می‌کند. این سیستم قادر است هم‌زمان تعداد ۸ هدف را رهگیری کند. همچنین سیستم توانایی هدف قراردادن اهدافی متنوع مانند هلیکوپترهای ساکن تا اهداف مانند جنگنده‌های با سرعت بالای ۲ ماخ را داراست. بخش لانچر سیستم قادر است به سیستم‌های راداری یا لیزری دیگر نیز متصل شود و از داده‌های آن‌ها جهت رهگیری هدف استفاده‌کند.
گونه‌ها:
R440 Crotale
نوع اصلی و پایه‌ای سیستم Crotale SAM system است که در دو نوع زمینی و دریایی ساخته‌شده‌است. تاکنون تعداد ۳۳۰ سیستم و هزاران موشک از این‌گونه ساخته‌شده و به بیش از ۱۵ کشور جهان صادر گردیده‌است.
HQ-7
این‌گونه در واقع حاصل مهندسی معکوس چینی‌ها روی سیستم Crotale است. اخیراً نوع جدید این سیستم یعنی HQ-7A/FM-90 توسط چینی‌ها ساخته‌شده‌است.
شرکت Thomson-CSF نوعی خاص از سیستم را برای کشور عربستان سعودی طراحی کرده که به Shahine معروف است. ساخت این‌گونه در سال ۱۹۸۰ صورت گرفت. تفاوتی که بین Shahine و گونهٔ اصلی وجود دارد در خودروی حامل و تعداد مقرهای شلیک (شش به جای چهار) است. این‌گونه جهت حفاظت از واحدهای زرهی ارتش عربستان سعودی ساخته‌شده‌است. در جریان آزادسازی کویت در فوریهٔ ۱۹۹۱، Shahine جزء اولین خودروهایی بود که به منطقه اعزام شد.
Crotale Mk.3
در ۱۵ ژانویهٔ ۲۰۰۸ فرانسه نوع جدید سیستم Crotale یعنی Crotale Mk.3 را در مرکز آزمایش‌های موشکی CELM واقع در Biscarrosse آزمایش کرد. در این آزمایش سیستم Crotale Mk.3 با استفاده از موشک‌های VT1 هدف فرضی را که در ارتفاع ۹۷۰ متری و فاصلهٔ ۸ کیلومتری قرارداشت را در عرض یازده ثانیه مورد اصابت قرارداد. بعدها در ۳۱ ژانویهٔ ۲۰۰۸ سیستم هدف دیگری را که در ارتفاع ۵۰۰ متری و فاصلهٔ ۱۵ کیلومتری قرارداشت را در عرض ۳۵ ثانیه مورد اصابت قرارداد.
استفاده‌کنندگان:
کشورهای مختلفی جز استفاده‌کنندگان سیستم Crotale یا Crotale NG هستند که از جملهٔ آن‌ها می‌توان به کشورهای ایران، بحرین، مصر، فنلاند، فرانسه، یونان، کرهٔ جنوبی، عمان، مراکش، پاکستان، فیلیپین، امارات متحدهٔ عربی، عربستان سعودی و آفریقای جنوبی اشاره‌کرد.